# ابن زبالة
بن زبالة هو محمد بن الحسن ابن زبالة، مؤرخ قرشي عربي توفي سنة (199هـ).

## سيرة
محمد بن الحسن بن أبي الحسن القرشي المخزومي المدني، أبو الحسن وقيل أبو عبدالله. اشتهر بكنية ابن زبالة بفتح الزاي وتخفيف الموحدة. قدم إلى المدينة لطلب العلم ونزل منطقة زبالة الواقعة في أطراف المدينة النبوية فنسب إليها. ومن أهم مؤلفاته أخبار المدينة.

## الأثر
يُعد ابن زبالة أحد أكبر مؤرخي القرن 2 هجري، وأول من صنف كتابًا شاملًا عن أخبار المدينة المنورة وقد سُمي أخبار المدينة والكتاب أصله مفقود. روى ابن زبالة بضعة أحاديث على يد الإمام مالك بن أنس وتصنف روايته للحديث ضعيفة.

## تراجم ابن زبالة
- عمر بن شبه، ذكر في كتابه تاريخ المدينة المنورة أنه أول مؤرخ وثق تاريخ المدينة.
- ابن النديم، في كتابه الفهرست ذكر ابن زبالة بصفته أخباري ونسابه.[6]
- يصف عبدالرحمن التميمي في كتابه الجرح والتعديل ابن زباله أنه واهي الحديث وليس بمتروك.[7]